# Onthophagus sparsepunctatus
Onthophagus sparsepunctatus é uma espécie de inseto do género Onthophagus, família Scarabaeidae, ordem Coleoptera.
Foi descrita cientificamente por Frey em 1956.